# Henrik Rödl
Henrik Rödl (nacido el 04 de marzo de 1969 (56 años) en Offenbach am Main, Alemania) es un exjugador y entrenador de baloncesto alemán. Con 2,00 m de estatura, jugaba en la posición de alero. Actualmente está sin equipo.

## Trayectoria

### Como jugador

#### Clubs
Rödl jugó en las filas del ALBA Berlín durante 11 años, con el que ganó la Copa Korać de 1995 y siete campeonatos consecutivos en la Bundesliga desde 1997 hasta 2003. Su camiseta número 4 fue retirada por el ALBA Berlín en 2010.

#### Selecciones
Rödl también jugó durante muchos años para la Selección de baloncesto de Alemania. Rödl jugó en el equipo que compitió en los Juegos Olímpicos de Verano de 1992 y llevó al equipo alemán al Campeonato Europeo de Baloncesto en 1993. También jugó en el equipo que ganó la medalla de bronce en el Campeonato Mundial FIBA 2002. Rödl también jugó para el equipo alemán en los campeonatos europeos de 1995, 1997 y 1999. Ganó un total de 178 partidos con la Selección de baloncesto de Alemania.

### Como entrenador

#### Clubs
Rödl comenzó su carrera como entrenador en las categorías inferiores del ALBA Berlín, antes de ser nombrado primer entrenador en enero de 2005. Dejó su cargo en junio de 2007, pero permaneció en el club como director del programa juvenil y entrenador del equipo de desarrollo. 
En 2010, se convirtió en entrenador del TBB Trier, en el que estuvo hasta 2015.
El 14 de diciembre de 2021, firmó con Türk Telekom Basketbol Kulubü de la Basketbol Süper Ligi. En mayo de 2022, pondría fin a su etapa como entrenador del conjunto turco.

#### Selecciones
En mayo de 2014, Rödl fue nombrado entrenador de la Selección de baloncesto de Alemania (Sub-20), con el que logró una medalla de plata en los Juegos Mundiales Universitarios. 
En enero de 2016, Rödl firmó un contrato como asistente de Chris Fleming en la Selección de baloncesto de Alemania y continuaría dirigiendo la Selección de baloncesto de Alemania (Sub-20). 
El 18 de septiembre de 2017, se convierte en entrenador de la Selección de baloncesto de Alemania, a la que dirige hasta septiembre de 2021.

## Clubes

### Como jugador
- 1988-89 Chapel Hill High School
- 1989-93 NCAA. Universidad de North Carolina
- 1993-2004 BBL. Alba Berlín

### Como entrenador
- 2005-2007 BBL. Alba Berlín
- 2010-2015 BBL. TBB Trier
- 2014-2017 Selección de baloncesto de Alemania (Sub-20)
- 2016-2017 Selección de baloncesto de Alemania (Asistente)
- 2017-2021 Selección de baloncesto de Alemania
- 2021-2022 Türk Telekom Basketbol Kulubü

## Palmarés
Jugador
- Torneo de la NCAA: 1

Universidad de North Carolina: 1993
- Liga de Alemania: 7

Alba Berlín: 1996-1997, 1997-1998, 1998-1999, 1999-2000, 2000-2001, 2001-2002, 2002-2003
- Copa de Alemania: 4

Alba Berlín: 1997, 1999, 2002, 2003
- Copa Korać: 1

Alba Berlín: 1994-95
Individual
- MVP de la Basketball Bundesliga (1996)

Entrenador
- Copa de Alemania: 1

Alba Berlín: 2006